# Gallunberg
Der Gallunberg ist eine 137 Meter hohe Erhebung ca. drei Kilometer nordwestlich von Wittenberg.

## Senderanlage
Auf dem Gallunberg betreibt die Deutsche Telekom AG einen 186 Meter hohen Sendeturm für UKW, DAB, Richtfunk und digitales Fernsehen.
Koordinaten: 51° 54′ N, 12° 35′ O